# Horizon Line
Pour plus de détails, voir Fiche technique et Distribution.
Horizon Line est un film suédois, réalisé par Mikael Marcimain et sorti en 2020.

## Synopsis
Sara et Jackson, anciens amants, sont invités au mariage de la meilleure amie de Sara, sur l'île Rodrigues. Après avoir loupé le bateau, ils se retrouvent seuls passagers d'un avion survolant  l'océan Indien. Quand le pilote, Freddie, décède subitement d'une crise cardiaque, l'ancien couple va devoir tout faire pour rester en vie et gagner sa destination.

## Fiche technique
- Titre original : Horizon Line
- Réalisation :  Mikael Marcimain
- Pays d’origine : Suède
- Langue originale : anglais
- Format : 16:9
- Genre : aventure
- Durée : 91 minutes
- Dates de sortie : 
  - Suède : 6 novembre 2020
  - France : 1er février 2021[1]

## Distribution
- Allison Williams (VQ : Annie Girard) : Sara
- Alexander Dreymon (VQ : Fred-Éric Salvail) : Jackson
- Keith David (VQ : Jean-François Blanchard) : Freddie
- Pearl Mackie (VQ : Florence Blain Mbaye) : Pascale

 Source : version québécoise (VQ) sur Doublage.qc.ca